# دنیس چرنیش
دنیس چرنیش (اوکراینی: Денис Олександрович Черниш؛ زادهٔ ۲۹ ژوئن ۱۹۹۹) بازیکن فوتبال اهل اوکراین است.